# V/H/S/2
V/H/S/2 (tytuł roboczy S-VHS) – film grozy z 2013 roku, powstały jako koprodukcja trzech państw: Stanów Zjednoczonych, Kanady i Indonezji. Sequel horroru V/H/S (2012). Jest to antologia pięciu krótkich metraży wyreżyserowanych przez siedmiu reżyserów – pracujących indywidualnie lub w duetach. Reżyserami są: Simon Barrett, Jason Eisener, Gareth Evans, Gregg Hale, Eduardo Sánchez, Timo Tjahjanto oraz Adam Wingard. Każdy z pięciu kolejnych segmentów to horror utrzymany w konwencji „found footage”. Światowa premiera obrazu odbyła się 19 stycznia 2013 podczas Sundance Film Festival. 6 czerwca tego roku film został udostępniony klientom serwisów VOD, a 12 lipca miał swoją amerykańską premierę kinową.
Film został wyróżniony nagrodami lub nominacjami do nagród na festiwalu kina grozy i fantasy w Katalonii oraz na galach Fangoria Chainsaw Awards i Key Art Awards. Krytycy wydali horrorowi przychylne recenzje. Chwalono talent reżyserów oraz ich umiejętność w kreowaniu atmosfery grozy. Sam film został uznany za lepszy niż jego prequel. Najlepszym segmentem filmu okrzyknięto krótki metraż Garetha Evansa i Timo Tjahjanto. W drugiej połowie 2014 roku wydano sequel filmu zatytułowany V/H/S: Viral.

## Opis fabuły
Segment Tape 49
Prywatny detektyw Larry i jego dziewczyna Ayesha mają za zadanie odnalezienie zaginionego studenta. Para włamuje się do jego mieszkania. Znajduje się w nim sterta kaset VHS i wciąż uruchomiony laptop, którego kamera rejestruje zdarzenia zachodzące w domu. Podczas gdy Larry przeszukuje posiadłość, Ayesha przegląda nagrania video. Każda kaseta przedstawia przerażającą, amatorsko nakręconą historię.
Segment Phase I Clinical Trials
Po poważnym wypadku samochodowym młody mężczyzna cierpi z powodu problemów ze wzrokiem. W ramach eksperymentalnej kuracji tajemniczy lekarz instaluje w oku pacjenta kamerę. Doktor informuje bohatera, że w celach badawczych nagrania z kamery będą monitorowane przez szpital. Po powrocie do domu pacjent zaczyna dostrzegać zmarłych.
Segment A Ride in the Park
W ramach aktywnego wypoczynku rowerzysta przeprawia się przez las. Trafia tam na rozhisteryzowaną, zakrwawioną kobietę, która z czasem staje się agresywna. Okazuje się, że las opanowany jest przez zombie.
Segment Safe Haven
Dziennikarze indonezyjskiej telewizji odwiedzają odciętą od świata osadę, chcąc nakręcić materiał o codzienności ich mieszkańców. Osadnicy są wyznawcami osobliwego kultu religijnego. Wioską rządzi „Ojciec”, który ma prawo odbywać stosunki płciowe ze swoimi „dziećmi”, by je oczyścić. W miarę upływu czasu atmosfera w osadzie staje się coraz bardziej nieprzyjazna wobec dziennikarzy.
Segment Slumber Party Alien Abduction
Nastolatkowie, którzy zostają sami w domu, są świadkami wizyty obcych.

## Twórcy
Segment Tape 49
- Reżyseria: Simon Barrett
- Scenariusz: Simon Barrett
- Obsada: Lawrence Michael Levine jako Larry, Kelsy Abbott jako Ayesha, L.C. Holt jako Kyle, Simon Barrett jako Steve, Mindy Robinson jako Tabitha, Mónica Sánchez Navarro jako pokojówka w hotelu

Segment Phase I Clinical Trials
- Reżyseria: Adam Wingard
- Scenariusz: Simon Barrett
- Obsada: Adam Wingard jako Herman, Hannah Hughes jako Clarissa, John T. Woods jako dr. Fleischer, Corrie Lynn Fitzpatrick jako młoda dziewczyna, Brian Udovich jako zakrwawiony mężczyzna, John Karyus jako wujek, Casey Adams jako Justin

Segment A Ride in the Park
- Reżyseria: Eduardo Sánchez, Gregg Hale
- Scenariusz: Jamie Nash, Eduardo Sánchez (nieuwzględniony w czołówce)
- Obsada: Jay Saunders jako rowerzysta, Bette Cassatt jako krzycząca dziewczyna, Dave Coyne jako Samarytanin, Wendy Donigian jako Samarytanka, Devon Brookshire jako dziewczyna rowerzysty, Scott Maccubbin jako zombie, Thea Curley jako zombie, Roxanne Benjamin jako zombie, Jesse Rommel jako zombie i inni

Segment Safe Haven
- Reżyseria: Gareth Evans, Timo Tjahjanto
- Scenariusz: Gareth Evans, Timo Tjahjanto
- Obsada: Fachry Albar jako Adam, Hannah Al Rashid jako Lena, Oka Antara jako Malik, Andrew Suleiman jako Joni, Epy Kusnandar jako „Ojciec”, R R Pinurti jako Ibu Sri, Ali Al-Tway jako ochroniarz, Min Ki Kang jako demon, Davide Niclosi jako demon i inni

Segment Slumber Party Alien Abduction
- Reżyseria: Jason Eisener
- Scenariusz: Jason Eisener, John Davies
- Obsada: Riley Eisener jako Tank, Rylan Logan jako Gary, Samantha Gracie jako Jen, Cohen King jako Randy, Zach Ford jako Shawn, Josh Ingraham jako Danny, Jeremie Saunders jako Zack, Tyler Ross jako przyjaciela Zacka, Hannah Prozenko jako Melissa, Fraser McCready jako ojciec, Rebecca Babcock jako matka, Tanar Repchull jako kosmita i inni

## Opinie
Według redaktorów serwisu audienceseverywhere.net, V/H/S/2 to jeden ze stu najlepszych horrorów XXI wieku.

## Nagrody i wyróżnienia
- 2013, Sitges – Catalonian International Film Festival:
  - nominacja do nagrody Grand Prize of European Fantasy Film in Silver w kategorii Official Fantàstic Panorama Selection[2]
- 2013, Key Art Awards:
  - nagroda Key Art w kategorii najlepsza technika audiowizualna – 2. miejsce[2]
- 2014, Fangoria Chainsaw Awards:
  - nominacja do nagrody Chainsaw w kategorii najlepszy film wydany w ograniczonej dystrybucji lub direct-to-video[2]